# Verwaltungsgemeinschaft Buch am Erlbach
Die Verwaltungsgemeinschaft Buch am Erlbach im niederbayerischen Landkreis Landshut wurde im Zuge der Gemeindegebietsreform am 1. Mai 1978 gegründet und zum 1. Januar 1980 bereits wieder aufgelöst.
Ihr gehörten die Gemeinden Buch am Erlbach und Eching an.
Sitz der Verwaltungsgemeinschaft war Buch am Erlbach.